# 1075
1075 (MLXXV) je bilo navadno leto, ki se je po julijanskem koledarju začelo na četrtek.

## Dogodki

### Slovenija
- Adalbero Štajerski postane po smrti Otokarja I. novi mejni grof Štajerske (takrat še Karantanska marka).

### Investiturni boj
- Začetek investiturne krize glede nameščanja škofov med rimsko-nemškim cesarjem Henrikom IV. in papežem Gregorjem VII.. Ker je Gregorja VII. leta 1073 izvolil zbor kardinalov-škofov, Henrik IV. ni priznal njegove izvolitve, hkrati pa je šlo še za ključno vprašanje, kdo ima pravico nameščati škofe: cesar (posvetna oblast) ali papež (cerkvena oblast).

- april - Papež Gregor VII. izda dekret »Dictatus papae«, zbirko 27. kategoričnih zahtev o vrhovni avtoriteti Cerkve.
- 9. junij - Cesar Henrik IV. v bitki pri Langensalzi (Turginija) z zmago zatre upor na Saškem. Poleg represije zmagovalca nadaljuje z nameščanjem njemu ustreznih škofov, kar je bila dotedanja praksa. Sprva se  Henrik pretvarja, da podpira papeža v zahtevah.↓
- junij → Hkrati  Henrik IV. kot italijanski kralj poskusi končati nemire v Milanu, ki so jih povzročalo puritanski patareni, in postaviti svojega nameščenca za milanskega nadškofa. ↓
- 8. decembra → Papež Gregor VII. naslovi brezkompromisno pismo na cesarja Henrika IV. in ga obtoži podpore papeževim sovražnikom, ki jih enači, razumljivo, tudi sovražniki vere. Opominja ga, da mu bo, če bo vztrajal na začrtani poti, preprosto izobčil in grožnjo podkrepi z izobčenjem nekaterih cesarjevih dvorjanov. Potencialno izobčenje bi Henriku odvzelo vse plemiške nazive, vključno s kraljevskim in cesarskim. Henrik kljub temu sam imenuje škofe Milana, Ferma in Spoleta. ↓
- 25. decembra → Rimski plemič in konzul Cencio I. Frangipane ugrabi papeža Gregorja VII.. Motiv za ugrabitev ni znan. Po osvoboditvi  Gregor VII. nemudoma obtoži cesarja Henrika IV., da stoji za ugrabitvijo. Ugrabitev papeža predstavlja neposreden povod v boj za investituro, ki se je pravno formalno zaključila šele z Wormškim konkordatom (1122 ↔), navideznim kompromisom med cesarstvom in cerkvijo, dokončno pa šele s Četrtim lateranskim koncilom leta 1215 ↔

### Ostalo
- 8. oktober - Kronanje Dimitrija Zvonimirja za hrvaškega kralja (s papežovo privolitvijo). Njegovega očeta in prejšnjega kralja Petra Krešimira IV. so zajeli Normani pod vodstvom Roberta Guiscarda in je v normanskem priporu umrl.
- Upor grofov (angl. Revolt of the Earls): anglonormanska grofa  Ralph de Gael, grof Norfolški, in Roger de Breteuil, grof Herefordški skujeta zaroto proti angleškemu kralju Viljemu I., medtem ko se  le-ta mudi v Normandiji. Plemiča precenita svoj vpliv in vdanost sozarotnikov, zato  posadka, ki jo Viljem pusti za sabo, upor brez težav zatre. Po zatrtju upora pride post festum na upornikom pomoč danska flota dvesto ladij, ki začno pleniti po vzhodni angleški obali.
- Švedska: odstranitev kralja Anunda Gaardskeja, na kakšen način, vir (Adam iz Bremna) o tem ne poroča. Zamenja ga Haakon Rdeči.
- Bizantinsko cesarstvo: Kozma I. Carigrajski postane novi konstantinopelski patriarh.
- Pod kastiljskim kraljem Alfonzem VI. se prične gradnja Katedrale v Santiagu de Composteli posvečene sv. Jakobu.
- Wales: po smrti valižanskega kralja Gwynedda in Pwoysa Bleddyn ap Cynfyn se v Gwyneddu uzurpira na prestol kraljev bratranec Trahaearn ap Caradog, medtem ko Pwoys ohranijo kraljevi pristaši za mladoletnega sina Iorwertha ap Bleddyna.
- Seldžuki zavzamejo Jeruzalem in preženejo Fatimide. V Mali Aziji prodrejo do Nikeje in Nikomedeje ob Bosporju. Mesti večkrat menjata zastavi do dokončnega zavzetja s strani Turkov, ki se zgodi tri leta kasneje.
- Vietnamska dinastija Ly pod vodstvom generala Ly Thuong Kieta ubrani Vietnam pred invazijo kitajske dinastije Song.

## Rojstva
- 5. junij – Tjandzuo, zadnji cesar dinastije Ljao († 1128 ali 1156)
- 9. junij - Lotar III. Nemški, saksonski vojvoda, rimsko-nemški cesar († 1137)
- 25. november - cesar Taizong, dinastija Jin († 1134)

Neznan datum
- Adelajda del Vasto, sicilska grofica in regentinja, jeruzalemska kraljica († 1118)
- Henrik IX. Črni, bavarski vojvoda († 1126)
- Juda Halevi, španski judovski zdravnik, pesnik in filozof († 1141)
- Orderik Vitalis, angleški kronist († 1142)
- Ramiro II., aragonski kralj in menih († 1157)
- Vilijem Thierryjski, belgijski teolog, filozof, mistik († 1148)
- Al-Zamahšari, perzijski islamski teolog in filozof († 1144)

## Smrti
- 29. marec - Ottokar I., štajerski mejni grof
- 2. april - Al-Qa'im, abasidski kalif (* 1001)
- 10. junij - Ernest, avstrijski mejni grof (* 1027)
- 4. december - Anno II., kölnski nadškof (* 1010)

Neznan datum
- Bleddyn ap Cynfyn, valižanski kralj Gwynedda in Pwoysa
- Ibn Butlan, arabski krščanski zdravnik (* 1038)
- patriarh Janez VIII. Konstantinopelski (* 1005)
- Peter Krešimir IV., hrvaški kralj